# Audrey Munson
Audrey Munson, född 8 juni 1891, död 20 februari 1996, var en amerikansk modell och skådespelerska. Hon har varit inspiration till ett stort antal statyer i New York, enligt olika källor mellan 15 och 22 stycken.
Hon föddes i Rochester, New York. Hennes föräldrar skiljdes när hon var barn och hon flyttade som tonåring med sin mor till New York. Hon upptäcktes vid 15 års ålder av fotografen Ralph Draper, som presenterade henne för skulptören Isidore Konti, varefter hon blev en populär modell för konstnärer i New York. 1915 utvaldes hon som modell till skulpturer till världsutställningen Panama-Pacific International Exposition i San Francisco. Därefter flyttade hon till Kalifornien och medverkade i fyra stumfilmer. I filmen Inspiration spelar hon en modell och denna film sägs ibland vara den första amerikanska icke-pornografiska film som skildrar en helt naken kvinna.
Hon flyttade sedan tillbaka till New York där hon 1919 bodde tillsammans med sin mor i ett hus som ägdes av Dr. Walter Wilkins. Wilkins blev förälskad i Munson och mördade sin fru i förhoppning om att kunna gifta sig med Munson. Munson och hennes mor var inte hemma vid det tillfället och var inte inblandade i mordet, men polisen ville förhöra dem, varför de blev efterlysta, och publiciteten detta ledde till innebar slutet på Munsons karriär.
1922 bodde hon åter med sin mor i sin födelsestad Mexico i Oswego County i delstaten New York. Den 27 maj det året försökte hon ta livet av sig genom att svälja kvicksilver(II)klorid. Efter detta kom hon att fortsätta lida av mental ohälsa. 1931 blev hon inskriven på mentalsjukhus, där hon bodde till sin död 1996 vid 104 års ålder.

## Galleri

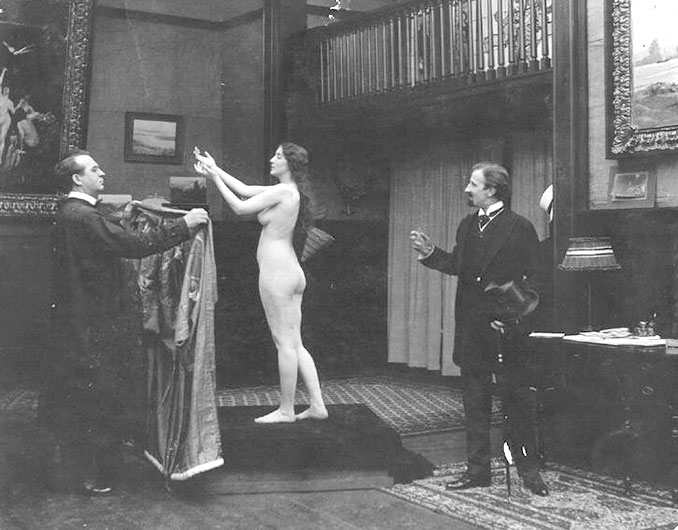
I filmen Inspiration, 1915
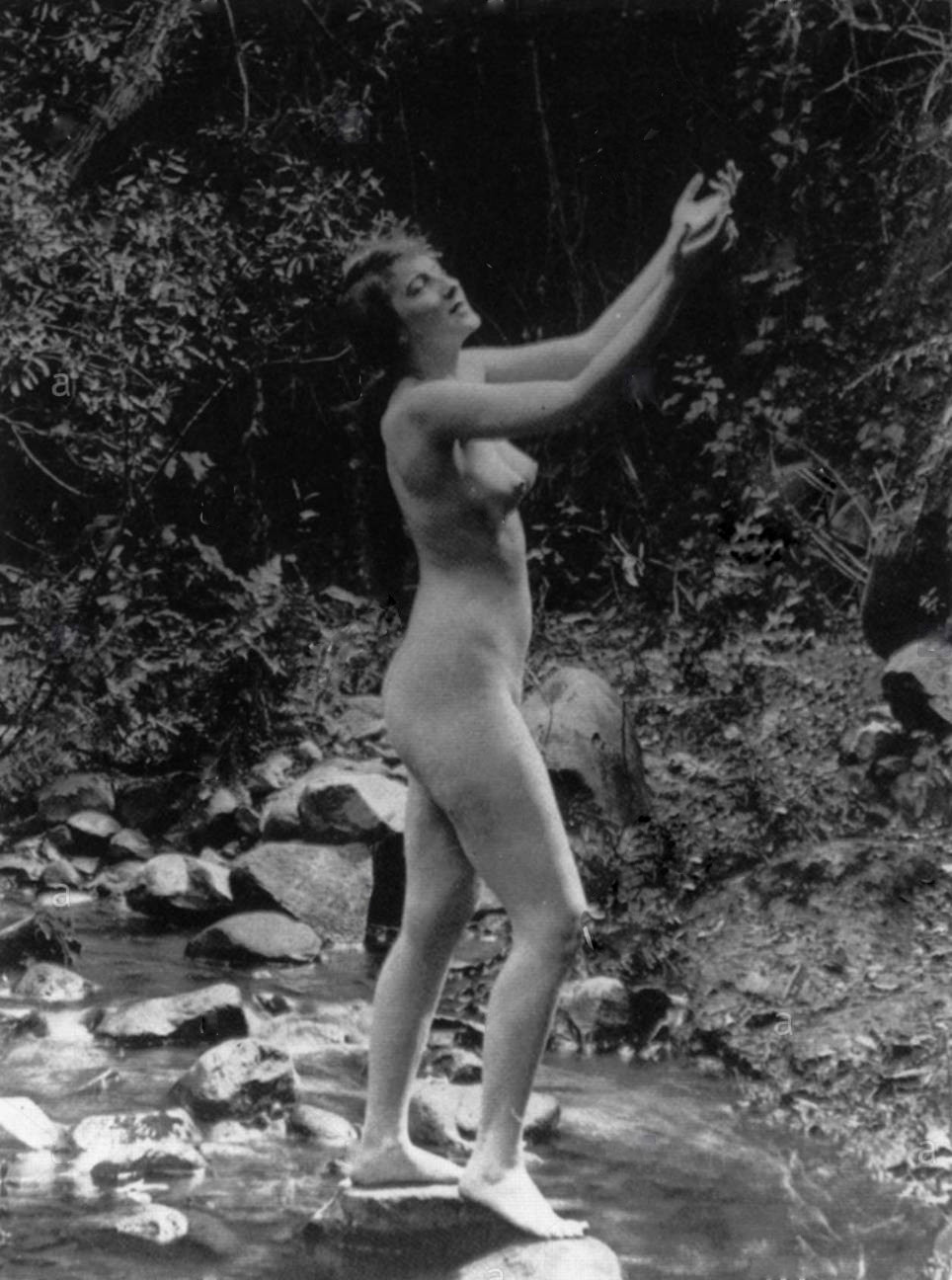
I filmen Purity, 1916
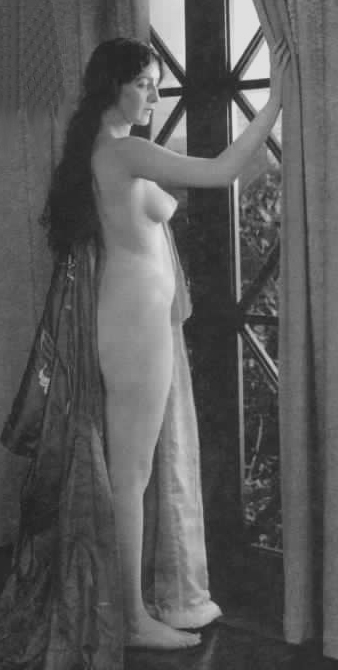
I filmen Heedless Moths, 1921
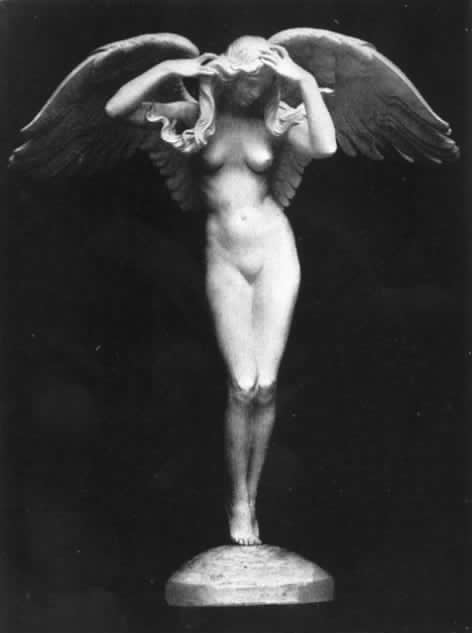
Statyn Fountain of the Setting Sun av Adolph Alexander Weinman